# Cäsar Wilhelm Alexander Krause
Cäsar Wilhelm Alexander Krause (* 29. Juli 1807 in Deutsch Krone; † 12. Juli 1862 in Bad Homburg vor der Höhe) war ein deutscher evangelisch-lutherischer Geistlicher.

## Leben
Cäsar Wilhelm Alexander Krause war ein Sohn des Land- und Stadtrichters Johann Christian Valentin Krause und dessen Frau Johann Christiane Charlotte, geb. von Rekow. Er besuchte das Gymnasium in Salzwedel und studierte ab 1825 Evangelische Theologie, zuerst an der Universität Greifswald, dann ab 1827 an der Friedrich-Wilhelms-Universität Berlin. Nach bestandenem Examen in der Evangelischen Kirche der altpreußischen Union wurde er Rektor und Nachmittagsprediger in Filehne (Wieleń). Ab 1832 war er Pastor in Grätz (Grodzisk Wielkopolski). 1840 kam er als Archidiaconus und Senior an St. Bernhardin (heute Museum der Architektur) nach Breslau, wo er 1850 Pastor primarius und Propst des mit St. Bernardin verbundenen Spitals zum Hl. Geist wurde. 
Am 2. März 1856 wurde er zum Hauptpastor an der Hauptkirche St. Nikolai in Hamburg erwählt. In seine Amtszeit fällt 1863 die Einweihung der nach der Zerstörung im Hamburger Brand neu erbauten monumentalen neugotischen Kirche. Er vertrat eine Liberale Theologie und war in seiner Zeit in Preußen ein Verteidiger der Union. In den 1840er Jahren beteiligte er sich in Breslau an der publizistischen Auseinandersetzung um Johann Baptist Baltzer.
Seit 1832 war er verheiratet mit Auguste Christiane Louise, geb. Ziedler (1811–1888). Zu den Kindern des Paares zählten der Arzt Rudolf Krause und der Hauptpastor an St. Katharinen Caesar Ernst Albrecht Krause.

## Ehrungen
- 1856 Theologischer Ehrendoktor, Universität Gießen

## Werke
- Der Meinungsstreit über die Person Jesu: Predigt am achtzehnten Sonntage nach Trinitatis dem 21. September 1845 in der evangelischen Haupt- und Pfarrkirche zu St. Bernhardin gehalten und auf Verlangen herausgegeben. Breslau: Leuckart 1845 (Digitalisat), Bayerische Staatsbibliothek
- Predigten über die Evangelien aller Sonn- u. Festtage. 2 Bände, Breslau 1845/46
- Rede bei der Gedächnißfeier der in Berlin am 18. und 19. März gefallenen Freiheitshelden: Gehalten in Breslau am 26. März 1848. (Breslau): Graß, Barth & Co., (1848)
- Evangelischprotestantische Predigten.  Eisleben 1848
- Predigten aus dem Kirchenjahre 18__ für die St. Nicolai Gemeinde in Hamburg 7 Bände, Hamburg 1856–61